# Oulchy-la-Ville
Oulchy-la-Ville é uma comuna francesa na região administrativa de Altos da França, no departamento de Aisne. Estende-se por uma área de 7,13 km². Em 2010 a comuna tinha 134 habitantes (densidade: 18,8 hab./km²).